# Nehemitropia lividipennis
Nehemitropia lividipennis är en skalbaggsart som först beskrevs av Mannerheim 1830.  Nehemitropia lividipennis ingår i släktet Nehemitropia och familjen kortvingar. Arten är reproducerande i Sverige. Inga underarter finns listade i Catalogue of Life.